# Station Zevenbergschenhoek
Station Zevenbergschenhoek Zhk, ook bekend als Bloemendaalsche Zeedijk, is een voormalige stopplaats aan de Langstraatspoorlijn.
De stopplaats werd geopend op 1 november 1886 en gesloten op 15 mei 1938. Het stationsgebouw dat tevens een wachtpost was, fungeert als woonhuis en is te vinden aan de Bloemendaalse Zeedijk 4.